# Irozuku sekai no ashita kara
Irozuku sekai no ashita kara (jap. 色づく世界の明日から) – serial anime wyprodukowany przez studio P.A. Works, emitowany od października do grudnia 2018 w bloku Animeism.

## Fabuła
Historia rozgrywa się w roku 2078. Hitomi Tsukishiro, nastolatka z rodziny czarownic, straciła zdolność postrzegania kolorów, co spowodowało zahamowanie jej rozwoju emocjonalnego. Jej babcia Kohaku, wielka czarownica, nie chcąc dłużej patrzeć na cierpienie swojej wnuczki, wysyła Hitomi 60 lat w przeszłość do roku 2018, gdzie poznaje 17-letnią Kohaku oraz jej przyjaciół ze szkolnego klubu.

## Bohaterowie
- Hitomi Tsukishiro (jap. 月白 瞳美 Tsukishiro Hitomi)

Seiyū: Kaori Ishihara 
- Kohaku Tsukishiro (jap. 月白 琥珀 Tsukishiro Kohaku)

Seiyū: Kaede Hondo, Sumi Shimamoto 
- Yuito Aoi (jap. 葵 唯翔 Aoi Yuito)

Seiyū: Shōya Chiba 
- Asagi Kazeno (jap. 風野 あさぎ Kazeno Asagi)

Seiyū: Kana Ichinose 
- Kurumi Kawai (jap. 川合 胡桃 Kawai Kurumi)

Seiyū: Nao Tōyama 
- Shō Yamabuki (jap. 山吹 将 Yamabuki Shō)

Seiyū: Seiji Maeda 
- Chigusa Fukasawa (jap. 深澤 千草 Fukazawa Chigusa)

Seiyū: Ayumu Murase 

## Produkcja i wydanie
13-odcinkowy telewizyjny serial anime został zanimowany przez studio P.A. Works i wyreżyserowany przez Toshiyę Shinoharę. Scenariusz napisała Yūko Kakihara, postacie zaprojektował Fly, a muzykę skomponował Yoshiaki Dewa. Anime było emitowane od 6 października do 29 grudnia 2018 w bloku programowym Animeism na antenach MBS, TBS, BS-TBS, AT-X, TUT i ATV. Motywem otwierającym jest „17-sai” (jap. 17才 Jū-nana-sai) w wykonaniu Haruka to Miyuki, kończącym zaś „Mimei no kimi to hakumei no mahō” (jap. 未明の君と薄明の魔法) autorstwa Nagi Yanagi. Seria była transmitowana na całym świecie, z wyjątkiem Chin, wyłącznie na platformie Amazon Video.

### Lista odcinków
| №  | Tytuł                                                           | Premiera             |
| -- | --------------------------------------------------------------- | -------------------- |
| 1  | Kimi no ikubeki tokoro (キミノイクベキトコロ)                   | 6 października 2018  |
| 2  | Mahō nante daikirai (魔法なんて大キライ)                        | 13 października 2018 |
| 3  | No Rain, No Rainbow                                             | 20 października 2018 |
| 4  | Obaachan wa yamete! (おばあちゃんはヤメテ!)                     | 27 października 2018 |
| 5  | Sasayaka na reshipi (ささやかなレシピ)                          | 3 listopada 2018     |
| 6  | Kin’iro no sakana (金色のサカナ)                                | 10 listopada 2018    |
| 7  | Vīnasu no omoni (ヴィーナスの重荷)                              | 17 listopada 2018    |
| 8  | Hokorobi no kakera (ほころびのカケラ)                           | 24 listopada 2018    |
| 9  | Samayō kotoba (さまよう言葉)                                    | 1 grudnia 2018       |
| 10 | Monokuro no kureyon (モノクロのクレヨン)                        | 8 grudnia 2018       |
| 11 | Kaketeiku tsuki (欠けていく月)                                  | 15 grudnia 2018      |
| 12 | Hikaru hikaru kono ichinichi ga hikaru (光る光るこの一日が光る) | 22 grudnia 2018      |
| 13 | Irozuku sekai no ashita kara (色づく世界の明日から)             | 29 grudnia 2018      |